# Aenictus eugenii
Aenictus eugenii är en myrart som beskrevs av Carlo Emery 1895. Aenictus eugenii ingår i släktet Aenictus och familjen myror.

## Underarter
Arten delas in i följande underarter:
- A. e. caroli
- A. e. eugenii
- A. e. henrii